# Недјељни забавник
„Недјељни забавник” је југословенска телевизијска серија снимљена 1984. године у продукцији ТВ Сарајево.

## Улоге
| Глумац          | Улога  |
| --------------- | ------ |
| Зијах Соколовић | Зијах  |
| Славко Штимац   | Славко |

Комплетна ТВ екипа ▼
| Редитељ    | Тимоти Џон Бајфорд |
| Сценариста | Душко Трифуновић   |
| Композитор | Младен Вранешевић  |
| Композитор | Предраг Вранешевић |
| Монтажер   | Зијад Мехић        |